# 어 워: 라스트 미션
《어 워: 라스트 미션》(덴마크어: Krigen)은 2015년 공개된 덴마크의 영화이다. 제88회 아카데미상에 외국어 영화상 부문 후보에 올랐다.

## 출연

### 주연
- 요한 필립 애스백
- 투바 노보트니
- 다 살림

### 조연
- 소렌 맬링
- 샤롯 먼크